# Nuala Ahern
Nuala Ahern (nume de fată MacDowell; n. 5 februarie 1949, Belfast, Irlanda de Nord, Regatul Unit) este o politiciană irlandeză, membră a Parlamentului European în perioada 1999-2004 din partea Irlandei.